# Rhinolophus ruwenzorii
Rhinolophus ruwenzorii is een zoogdier uit de familie van de hoefijzerneuzen (Rhinolophidae). De wetenschappelijke naam van de soort werd voor het eerst geldig gepubliceerd door Hill in 1942.